# Ogovea grossa
Ogovea grossa - gatunek kosarza z podrzędu Cyphophthalmi i monotypowej rodziny Ogoveidae.

## Opis
Krótkonogi gatunek kosarza osiągający około 3-4 mm długości ciała.

## Występowanie
Gatunek endemiczny dla Kongo, gdzie występuje w rejonie rzeki Ogowe.